# Oswald Gracias
Oswald Gracias (ur. 24 grudnia 1944 w Mumbaju) – indyjski duchowny rzymskokatolicki, doktor prawa kanonicznego, biskup pomocniczy Bombaju w latach 1997–2000, arcybiskup metropolita Agry w latach 2000–2006, przewodniczący łacińskiej Konferencji Episkopatu Indii w latach 2005–2011 i 2013–2019, arcybiskup metropolita bombajski w latach 2006–2025, kardynał prezbiter od 2007, przewodniczący Federacji Konferencji Episkopatów Azji w latach 2011–2019, członek Rady Kardynałów od 2013, od 2025 arcybiskup senior archidiecezji bombajskiej.

## Życiorys
Dorastał i przyjął święcenia kapłańskie w Bombaju 20 grudnia 70. Podstawowe wykształcenie otrzymał w Seminarium św. Piusa X w Bombaju. W latach 1977–1982 miał możność uzupełnić swoją formację w Rzymie. Uzyskał magisterium z prawa kanonicznego na Papieskim Uniwersytecie Urbanianum oraz dyplom w zakresie nauk prawniczych na Papieskim Uniwersytecie Gregoriańskim. Od 1971 do 1976 był kanclerzem i sekretarzem biskupa Jamshedpuru; w 1976 pracował jako wikary w parafii w Bombaju; od 1982 do 1986 był sekretarzem arcybiskupa Bombaju, a do 1997 kanclerzem i wikariuszem sądowym tejże archidiecezji. Nauczał również w różnych instytucjach edukacyjnych oraz przyczynił się do ustanowienia trybunałów małżeńskich w licznych diecezjach indyjskich. Był ponadto prezesem Indyjskiego Towarzystwa Prawa Kanonicznego (1987–1991 i 1993–1997) oraz konsultorem Papieskiej Rady ds. Tekstów Prawnych (1997).
28 czerwca 1997 został mianowany biskupem pomocniczym w Bombaju (tyt. Bladia); 16 września przyjął sakrę biskupią. Powierzono mu przede wszystkim opiekę duszpasterską nad mieszkańcami nowego miasta Navi i przedmieść Bombaju – terenów szczególnie ubogich.
7 września 2000 został mianowany arcybiskupem Agry, a 14 października 2006 wyniesiony do godności arcybiskupa Bombaju.
Trzy filary jego misji duszpasterskiej to obrona życia, obrona praw człowieka oraz głoszenie Ewangelii. Angażuje się aktywnie w kontakty międzyreligijne, przede wszystkim ze światem hinduistycznym. Nie wahał się stanąć po stronie słabych i prześladowanych, kiedy napięcia społeczne i etniczne stworzyły zagrożenie dla pokoju i życia społeczności. Z uporem domagał się od władz, aby z wszelkich sił starały się zapewnić mieszkańcom poziom życia.
W latach 2005–2011 i ponownie w latach 2013–2019 był przewodniczącym łacińskiej Konferencji Episkopatu Indii (C.C.B.I.).
Na konsystorzu z dnia 24 listopada 2007, z nominacji Benedykta XVI, został włączony do grona kardynałów prezbiterów San Paolo della Croce a “Corviale”.
W latach 2008–2010 był wiceprzewodniczącym Konferencji Biskupów Katolickich Indii (C.B.C.I.), a w latach 2010–2014 i ponownie w latach 2018–2022 był przewodniczącym tej konferencji. W latach 2011–2019 był przewodniczącym Federacji Konferencji Episkopatów Azji.
Brał udział w konklawe 2013, które wybrało papieża Franciszka.
Decyzją papieża Franciszka od 13 kwietnia 2013 jest członkiem grupy dziewięciu kardynałów doradców (Rada Kardynałów), którzy służą radą Ojcu Świętemu w zarządzaniu Kościołem i w sprawach reformy Kurii Rzymskiej. 24 grudnia 2024 w związku z ukończeniem 80 lat utracił prawo do udziału w konklawe.
25 stycznia 2025 papież Franciszek przyjął jego rezygnację z pełnionego urzędu arcybiskupa metropolity Bombaju.